# Kenny Prince Redondo
Kenny Prince Redondo (Múnich, Alemania, 29 de agosto de 1994) es un futbolista alemán. Juega de centrocampista y su equipo es el 1. F. C. Kaiserslautern de la 2. Bundesliga alemana.

## Trayectoria

### SpVgg Unterhaching
Redondo entró en las inferiores del SpVgg Unterhaching en 2008 proveniente del Rot-Weiss Oberföhring. Fue integrado al primer equipo del club en la temporada 2013-14 y debutó profesionalmente el 21 de diciembre de 2013 en la derrota por 4-0 ante el SSV Jahn Ratisbona en la 3. Liga.

### Unión Berlín
El 27 de mayo de 2015, Redondo fichó por el Unión Berlín de la 2. Bundesliga.

### Greuther Fürth
Fichó por el Greuther Fürth en el periodo de transferencias de invierno de la temporada 2018-19.

### Kaiserslautern
El 5 de octubre de 2020 fichó por el Kaiserslautern.

## Estadísticas
Actualizado al último partido disputado el 11 de mayo de 2025.
| Club                                      | Div.          | Temporada     | Liga  | Liga  | Copas nacionales(1) | Copas nacionales(1) | Copas internacionales | Copas internacionales | Total | Total |
| Club                                      | Div.          | Temporada     | Part. | Goles | Part.               | Goles               | Part.                 | Goles                 | Part. | Goles |
| ----------------------------------------- | ------------- | ------------- | ----- | ----- | ------------------- | ------------------- | --------------------- | --------------------- | ----- | ----- |
| SpVgg Unterhaching · Alemania             | 3.ª           | 2013-14       | 8     | 1     | —                   | —                   | —                     | —                     | 8     | 1     |
| SpVgg Unterhaching · Alemania             | 3.ª           | 2014-15       | 25    | 2     | —                   | —                   | —                     | —                     | 25    | 2     |
| SpVgg Unterhaching · Alemania             | Total club    | Total club    | 33    | 3     | 0                   | 0                   | 0                     | 0                     | 33    | 3     |
| SpVgg Unterhaching II · Alemania          | 5.ª           | 2014-15       | 2     | 0     | —                   | —                   | —                     | —                     | 2     | 0     |
| SpVgg Unterhaching II · Alemania          | Total club    | Total club    | 2     | 0     | 0                   | 0                   | 0                     | 0                     | 2     | 0     |
| Unión Berlín · Alemania                   | 2.ª           | 2015-16       | 19    | 0     | 1                   | 0                   | —                     | —                     | 20    | 0     |
| Unión Berlín · Alemania                   | 2.ª           | 2016-17       | 33    | 4     | 2                   | 0                   | —                     | —                     | 35    | 4     |
| Unión Berlín · Alemania                   | 2.ª           | 2017-18       | 9     | 2     | 0                   | 0                   | —                     | —                     | 9     | 2     |
| Unión Berlín · Alemania                   | 2.ª           | 2018-19       | 7     | 0     | 2                   | 0                   | —                     | —                     | 9     | 0     |
| Unión Berlín · Alemania                   | Total club    | Total club    | 68    | 6     | 5                   | 0                   | 0                     | 0                     | 73    | 6     |
| SpVgg Greuther Fürth · Alemania           | 2.ª           | 2018-19       | 16    | 0     | 0                   | 0                   | —                     | —                     | 16    | 0     |
| SpVgg Greuther Fürth · Alemania           | 2.ª           | 2019-20       | 14    | 1     | 1                   | 0                   | —                     | —                     | 15    | 1     |
| SpVgg Greuther Fürth · Alemania           | Total club    | Total club    | 30    | 1     | 1                   | 0                   | 0                     | 0                     | 31    | 1     |
| 1. F. C. Kaiserslautern · Alemania        | 3.ª           | 2020-21       | 31    | 5     | 0                   | 0                   | ―                     | ―                     | 31    | 5     |
| 1. F. C. Kaiserslautern · Alemania        | 3.ª           | 2021-22       | 33    | 2     | 1                   | 0                   | ―                     | ―                     | 34    | 2     |
| 1. F. C. Kaiserslautern · Alemania        | 2.ª           | 2022-23       | 28    | 5     | 1                   | 0                   | ―                     | ―                     | 29    | 5     |
| 1. F. C. Kaiserslautern · Alemania        | 2.ª           | 2023-24       | 29    | 2     | 5                   | 2                   | ―                     | ―                     | 34    | 4     |
| 1. F. C. Kaiserslautern · Alemania        | 2.ª           | 2024-25       | 20    | 1     | 1                   | 0                   | ―                     | ―                     | 21    | 1     |
| 1. F. C. Kaiserslautern · Alemania        | Total club    | Total club    | 141   | 15    | 8                   | 2                   | 0                     | 0                     | 149   | 17    |
| Total carrera                             | Total carrera | Total carrera | 274   | 25    | 14                  | 2                   | 0                     | 0                     | 288   | 27    |
| (1) Incluye datos de la Copa de Alemania. |               |               |       |       |                     |                     |                       |                       |       |       |

## Vida personal
Redondo nació en Alemania, y es hijo de padre etíope y madre española.